# Pearl Bank Apartments
Pearl Bank Apartments (en chino simplificado, 珍珠苑; pinyin, Zhēnzhū yuàn: ; : ) es un edificio residencial privado en Pearl Hill's en Outram, cerca de Chinatown de Singapur.
Pearl Bank Apartments fue el edificio más alto y denso de Singapur cuando se edificó, en 1976. También fue uno de los rascacielos pioneros de Singapur en la vida de alta densidad, e influyó en el desarrollo urbano de Singapur y otras ciudades del sudeste asiático.

## Historia

### Desarrollo
The Pearl Bank Apartments fue el primer proyecto de viviendas que se realizó en el Departamento de Renovación Urbana del programa oficial Venta de espacios de la Junta de Vivienda y Desarrollo local. El proyecto residencial fue objeto de la tercera venta del programa en 1969.
Con una altura de 113 m (371 pies), el bloque de apartamentos del Pearl Bank era el edificio residencial más alto de Singapur cuando fue terminado en junio de 1976.

### Reestructuración planificada del edificio
El 4 de agosto de 2007, el Pearl Bank Apartments, que se encuentra en un terreno de 8.000 m², con un contrato por 99 años de arrendamiento, se puso en venta en bloque. La licitación se cerró el 18 de septiembre de 2007, pero no obtuvo ofertas. Más tarde, otra licitación, cerrada el 19 de febrero de 2008, volvió a fallar, por lo que el acuerdo de venta colectiva caducó el 1 de agosto de 2008.

## Arquitectura
```
El Pearl Bank Apartments es una torre hueca y cilíndrica de 38 plantas, que se asemeja a una herradura, diseñada para una ocupación total de 1.500 personas. Cuando se terminó en 1976, el edificio tenía el mayor número de apartamentos contenidos en un solo bloque, y tenía la densidad más alta de cualquier edificio residencial moderno privado en 1.853 personas por hectárea. Fue diseñado por el arquitecto de Singapur 
Tan Cheng Siong
, de Archurban Architects Planners.
```

El bloque de apartamentos de 272 unidades consta de tres tipos de unidades divididas: 48 de dos dormitorios (130 m²), 184 de tres dormitorios (176,5 m²) y 40 de cuatro dormitorios (213,7 m²), con ocho unidades en cada planta - y otros ocho áticos. Hay una zona comercial con siete unidades en el primer piso, y el edificio tiene un aparcamiento de cuatro plantas. El piso 28 está dedicado al uso de la comunidad, y es conocido como el "Sky Park". 
El efecto del enfoque arquitectónico de dos niveles en la planificación espacial se expresa como una faceta importante del edificio. Cada unidad de apartamento se divide en áreas "públicas" y "privadas" para ofrecer la máxima exclusividad y vistas a los ocupantes. Los servicios públicos y las áreas de servicio se encuentran en la parte trasera de los apartamentos, con vistas al patio central del edificio, para evitar cualquier obstrucción de la vista. La abertura en la estructura circular mira al oeste y minimiza la penetración directa del calor y la luz del sol de la tarde en el edificio. Las hendiduras en la losa circula también permiten una ventilación eficaz en el patio interior 
La estructura del edificio se compone de diez paredes de corte de radiación, que también sirven como paredes de partido entre las unidades. Estos elementos, junto con las columnas estructurales adicionales y los núcleos de elevación, siguen la forma radial del edificio y realzan la fachada. Shanghái yeso se utiliza en el borde exterior del edificio y paredes pintadas de yeso en el borde interior.
Originalmente iba sin pintura exterior, con el hormigón en bruto visible. Sin embargo, en 2008 el edificio fue pintado en color crema con detalles en naranja.